# ژان میشل باسکیا

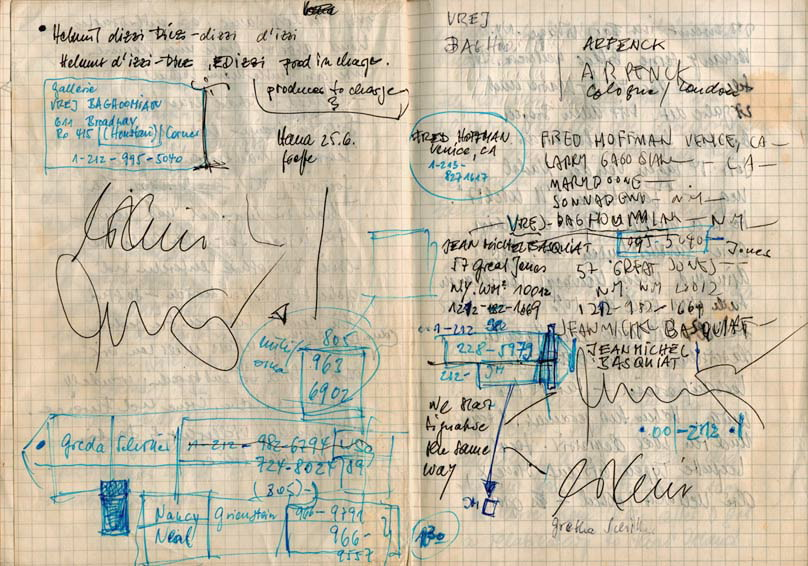

ژان میشل باسکیا (به انگلیسی: Jean-Michel Basquiat) (زاده ۲۲ دسامبر ۱۹۶۰ - درگذشته ۱۲ اوت ۱۹۸۸) هنرمند و نخستین نگارگر آمریکایی آفریقایی‌تبار بود که به شهرت جهانی رسید. او ابتدا به عنوان یک هنرمند دیوارنگار در نیویورک و بعد در دهه ۱۹۸۰ (میلادی) به عنوان یک هنرمند سبک نئواکسپرسیونیسم مشهور شد. وی در ۱۲ اوت ۱۹۸۸ و در سن ۲۷ سالگی به دلیل بیش‌مصرفیِ هروئین درگذشت.
رکورد گرانترین نقاشی آمریکا از آن باسکیا است.

## زندگی
باسکیا در محله بروکلین شهر نیویورک به‌دنیا آمد. مادرش ماتیلده، اهل پورتوریکو و پدرش جرارد باسکیا، اهل هائیتی و وزیر کشور پیشین هائیتی بود. او به دلیل ملیت‌های متنوع پدر و مادرش، از کودکی با زبان‌های فرانسوی، اسپانیایی و انگلیسی آشنا شد و کتاب‌هایی شامل اشعار نمادگرایانه، اسطوره‌شناسی و تاریخ به این زبان‌ها می‌خواند. باسکیا در کودکی استعداد و علاقه‌اش را به هنر نشان می‌داد و مادرش او را به کشیدن نقاشی و شرکت در فعالیت‌های هنری تشویق می‌کرد. در سال ۱۹۷۷ وقتی ۱۷ ساله بود با دوستش «آل دیاز» در منطقه منهتن روی ساختمان‌ها با اسپری طرح‌های دیوارنگاری می‌کشید و نامش خود را سامو (Samo) امضا می‌کرد. وی در ۱۲ اوت ۱۹۸۸ و در سن ۲۷ سالگی به دلیل مصرف بیش از اندازه هروئین درگذشت.

## سبک کار
دوره فعالیت هنری وی از ۱۹۸۰ تا ۱۹۸۸ بود. موضوع بیشتر کارهای او مشکلات آمریکایی‌های آفریقایی‌تبار بودند.
نقاشی‌های او الهام‌بخش هنرمندان نوگرا بودند.

## گرانترین نقاشی آمریکا
در سال ۲۰۱۶ یکی از تابلوهای او توسط یک مرد مجموعه‌دار ۴۱ ساله ژاپنی به نام «یوساکو مائزاوا» با عنوان «شیطان شاخدار» به مبلغ ۵۷/۳ میلیون دلار آمریکا خریداری شد.
در سال ۲۰۱۷ همان شخص یک تابلوی نقاشی دیگر از ژان میشل باسکیا را به قیمت ۱۱۰ میلیون و ۵۰۰ هزار دلار در نیویورک خرید. این تابلو بی‌نام است و با رنگ روغن، اکریلیک و رنگ اسپری، کشیده شده و نشان دهنده صورتی به شکل جمجمه است. این مرد ژاپنی اعلام کرده که قصد دارد این تابلو را در موزه شهر چیبا (زادگاه خود) به نمایش بگذارد. این تابلو گرانترین اثر یک هنرمند سیاهپوست و نخستین اثر خلق شده پس از سال ۱۹۸۰ است که بیش از ۱۰۰ میلیون دلار به فروش رفته‌است.